# Pico Pan de Sal
El Pico Pan de Sal es una prominente cima montañosa ubicada en el sector Pan de Azúcar del Páramo la Culata en la Sierra La Culata, Estado Mérida. A una altitud de 4300 m s. n. m. el Pan de Sal es una de las montaña más alta en Venezuela. La cumbre tiene una peculiar forma en pirámide y consta de dos picos, el sur es el más elevado y su gemelo está a aproximadamente 4.620 m s. n. m. El ascenso se consigue con relative facilidad a partir de una región conocida como "valle muerto" comenzando por el puesto del guardaparques de El Jarrillo.

## Ascenso
El Pico Pan de Sal se encuentra al oeste del más elevado Pico Pan de Azúcar. Más al norte colinda con el Cerro El Morrón. El ascenso se consigue por el páramo la Culata, subiendo por el puesto del guarda-parques conocido como “El Jarillo” en dirección al Pico Pan de Azúcar. En el punto valle Muerto se consigue una improvisada construcción llamado primer refugio de la montaña, de gran utilidad para excursionistas de paso lento.
En este punto se dirige en dirección del «alto del Burro» pasando al lado de varias lagunas incluyendo Lagunas Verdes, alrededor de los cuales no hay camino marcado. Por ello se usan las aristas del Pico Pan de Azúcar como referencia. Antes de llegar a su cara sur, se avanza entre las colinas tupidas de frailejones, de inclinación leve a moderada.

## Etimología
La montaña recibió su nombre en vista a la apariencia que da las pendientes arenosas de la montaña, el cual se parece a un «pan salado». En 1910, el topógrafo venezolano Alfredo Jahn, dirigió una expedición que tenía como objetivo el reconocimiento y caracterización del occidente de Venezuela. Jahn subió al Pico Pan de Azúcar, el cual nombró "Tucaní" y le dio el nombre de Pan de Azúcar a la montaña vecina que es el actual Pico Pan de Sal. El mismo Jahn hizo el cambio de nombre a los correspondientes en la actualidad.